# Campionati europei di ciclismo su strada 2022 - Gara in linea maschile Elite
La gara in linea maschile Elite dei Campionati europei di ciclismo su strada 2022 si è svolta il 14 agosto 2022 su un percorso di 209,4 km con partenza da Murnau e arrivo a Monaco di Baviera, in Germania. La vittoria è stata appannaggio dell'olandese Fabio Jakobsen, il quale ha completato il percorso in 4h38'49" alla media di 45,062 km/h, precedendo il francese Arnaud Démare e il belga Tim Merlier.
Al traguardo di Monaco di Baviera 125 ciclisti, dei 140 partiti da Murnau, hanno portato a termine la competizione.

## Squadre e corridori partecipanti
| N.      | Cod. | Squadra     |
| ------- | ---- | ----------- |
| 1-7     | BEL  | Belgio      |
| 8-15    | SVN  | Slovenia    |
| 16-23   | FRA  | Francia     |
| 24-31   | NLD  | Paesi Bassi |
| 32-39   | ESP  | Spagna      |
| 40-47   | ITA  | Italia      |
| 48-55   | DNK  | Danimarca   |
| 56-62   | CHE  | Svizzera    |
| 63-67   | NOR  | Norvegia    |
| 68-75   | DEU  | Germania    |
| 76-82   | POL  | Polonia     |
| 83      | PRT  | Portogallo  |
| 84-89   | AUT  | Austria     |
| 90-95   | CZE  | Rep. Ceca   |
| 96-100  | IRL  | Irlanda     |
| 102-106 | EST  | Estonia     |
| 107-108 | HUN  | Ungheria    |

| N.      | Cod. | Squadra              |
| ------- | ---- | -------------------- |
| 109-110 | LUX  | Lussemburgo          |
| 111-116 | SVK  | Slovacchia           |
| 117-119 | LVA  | Lettonia             |
| 120     | SWE  | Svezia               |
| 121     | ROU  | Romania              |
| 122-125 | LTU  | Lituania             |
| 126-128 | GRC  | Grecia               |
| 129-130 | ISR  | Israele              |
| 131     | CRO  | Croazia              |
| 132-134 | ALB  | Albania              |
| 135-136 | MKD  | Macedonia Del Nord   |
| 137-138 | KOS  | Kosovo               |
| 139     | ISL  | Islanda              |
| 140     | MNE  | Montenegro           |
| 141     | BIH  | Bosnia ed Erzegovina |
| 142     | ARM  | Armenia              |

## Ordine d'arrivo (Top 10)
| Pos. | Corridore          | Squadra     | Tempo    |
| ---- | ------------------ | ----------- | -------- |
| 1    | Fabio Jakobsen     | Paesi Bassi | 4h38'49" |
| 2    | Arnaud Démare      | Francia     | s.t.     |
| 3    | Tim Merlier        | Germania    | s.t.     |
| 4    | Danny van Poppel   | Paesi Bassi | s.t.     |
| 5    | Sam Bennett        | Irlanda     | s.t.     |
| 6    | Luka Mezgec        | Slovenia    | s.t.     |
| 7    | Elia Viviani       | Italia      | s.t.     |
| 8    | Alexander Kristoff | Norvegia    | s.t.     |
| 9    | Jon Aberasturi     | Spagna      | s.t.     |
| 10   | Mads Pedersen      | Danimarca   | s.t.     |